# Особняк Фолленвейдера
Особня́к Фолленве́йдера — памятник архитектуры на Каменном острове в Санкт-Петербурге по адресу Большая аллея, 13. Двухэтажный особняк в стиле северного модерна был построен в 1904—1905 годах по заказу швейцарского подданного, главы портновской мастерской Э. Г. Фолленвейдера. Автор проекта — архитектор Роберт-Фридрих Мельцер.

## Описание
6 октября 1903 года швейцарец Эдуард Генрихович Фолленвейдер взял в аренду на 90 лет участок в северной части Каменного острова между Большой и Театральной аллеями. Проект особняка он заказал у архитектора Роберта-Фридриха Мельцера. Перед началом строительства потребовалось подсыпать на участок землю и создать набережную, только на эти работы ушло 212 тыс. рублей. 29 сентября 1904-го был утверждён план строительства главного дома. По первоначальной идее архитектора, западная часть особняка должна была быть деревянной, а веранда на втором этаже — застеклённой, однако эти детали были пересмотрены в ходе строительства.
Дом Фолленвейдера стилизован в неоромантическом направлении северного модерна с характерными массивными формами: башнями с выгнутыми шатровыми навершиями, контрастным цоколем, красной черепичной крышей. К западному фасаду ведёт главный подъезд от Большой аллеи, отмеченный гранитными столбами ворот. Цоколь облицован гранитными блоками. Наиболее выразительным элементом оформления является сложная, живописная крыша. Оригинальны разнообразные по очертаниям окна — их более десяти видов. За необычный вид особняк прозвали «Теремок» или «Сахарная голова».
В отличие от большинства других памятников модерна на Каменном острове, в особняке частично сохранился оригинальный интерьер. Внутренние помещения решены в традиционной анфиладно-коридорной планировке. На первом этаже располагались столовая, гостиная и кабинет, на втором — детские, будуар, библиотека и спальня. В залах стояли мраморные камины, многие комнаты были украшены лепниной, витражами, дубовыми панелями.

## После революции
В советский период особняк занимал санаторий «Клинический». В 1979 году в доме снимался фильм «Приключения принца Флоризеля». В 1988 году особняк выступил в роли дома Грильо на съёмках фильма «Господин оформитель». С 1993 до мая 2009 года в здании располагалось Генеральное консульство Дании. Затем ведомство было переведено на набережную реки Мойки, 42. 
В 2009 году здание было передано в аренду ООО «Бизнес-Инвест». Условия инвестиционного договора предполагали реконструкцию особняка для его использования в качестве гостиницы, но эти работы впоследствии не проводились. В дальнейшем компания выкупила особняк за 8 млн рублей. С 2018 года единоличным собственником здания является Сергей Матвиенко, чья мать занимала пост губернатора Санкт-Петербурга в 2003—2011 годы.